# Piesocalus javanus
Genre
Espèce
Piesocalus javanus, unique représentant du genre Piesocalus, est une espèce d'araignées aranéomorphes de la famille des Linyphiidae.

## Distribution
Cette espèce est endémique de Java en Indonésie.

## Description
La femelle holotype mesure 2,3 mm.

## Étymologie
Son nom d'espèce lui a été donné en référence au lieu de sa découverte, Java.

## Publication originale
- Simon, 1894 : Histoire naturelle des araignées. Paris, vol. 1, p. 489-760 (texte intégral).